# Михајло Петковић
Михајло Петковић (Ћићевац, 27. мај 2004) српски је фудбалер који тренутно наступа за Напредак из Крушевца.

## Каријера
Петковић је фудбал почео да тренира у ћићевачкој Слоги, а потом је прешао у новоосновану ОФК Мораву. Током лета 2016. године приступио је млађим категоријама београдског Партизана. Први професионални уговор с клубом потписао је као петнаестогодишњак. Позван је на зимске припреме с првим тимом, почетком 2021. године, под вођством тренера Александра Станојевића. У наредном периоду је наставио да наступа за омладински састав. У професионалној конкуренцији дебитовао је на отварању такмичарске 2022/23. у Суперлиги Србије, постигавши погодак против Јавора у Ивањици. Неколико дана касније, продужио је уговор са клубом у трајању до 2026. године. До краја августа 2022. наступао је као стандардни бонус фудбалер, али у каснијем делу сезоне није играо за први тим. Зимске припреме наредне године је завршио раније од осталих играча, услед повреде коју је претрпео. По завршетку сезоне је освојио титулу у Омладинској лиги Србије. У последњем колу Суперлиге Србије наступио је у последњих 20 минута сусрета с Вождовцем.
Средином јануара 2024. Петковић је прослеђен екипи Новог Пазара на позајмицу до краја такмичарске 2023/24. у Суперлиги Србије. С Партизаном је након тога раскинуо уговор те је уз дефинисане услове напустио клуб. Убрзо је приступио крушевачком Напретку с којим је договорио двогодишњу сарадњу.

## Репрезентација
Током априла 2019. Петковић је наступао за селекцију Србије у узрасту до 15 година старости на Турниру „Влатко Марковић” одржаном у Медулину. За репрезентацију до 16 година дебитовао је на отварању турнира Пут звезда у Москви, против селекције домаћина, постигавши погодак из једанаестерца. Наступио је и у двомечу који је кадетска репрезентација одиграла с Бугарском и на првом од тих сусрета је био стрелац. У узрасту до 18  година старости одиграо је четири сусрета, по два са Словенијом и Италијом, постигавши један погодак. За омладинце Србије Петковић је дебитовао на отварању Меморијалног турнира „Стеван Вилотић Ћеле”, 2022. године. Наступао је и у квалификацијама за Европско првенство, које Србија окончала без пласмана на завршни турнир. Петковић је против селекције Пољске био стрелац првог поготка, али је у завршници првог полувремена искључен услед другог жутог картона.

## Статистика

### Клупска
Ажурирано 5. јула 2024.
| Партизан               | 2020/21. | Суперлига Србије | 0  | 0 | 0 | 0 | — | — | — | — | 0  | 0 |  |  |
| Партизан               | 2021/22. | Суперлига Србије | 0  | 0 | 0 | 0 | — | — | — | — | 0  | 0 |  |  |
| Партизан               | 2022/23. | Суперлига Србије | 7  | 1 | 0 | 0 | 0 | 0 | — | — | 7  | 1 |  |  |
| Партизан               | 2023/24. | Суперлига Србије | 0  | 0 | 0 | 0 | 0 | 0 | — | — | 0  | 0 |  |  |
| Партизан               | Укупно   | Укупно           | 7  | 1 | 0 | 0 | 0 | 0 | — | — | 7  | 1 |  |  |
|                        |          |                  |    |   |   |   |   |   |   |   |    |   |  |  |
| Нови Пазар (позајмица) | 2023/24. | Суперлига Србије | 15 | 2 | 0 | 0 | — | — | — | — | 15 | 2 |  |  |
|                        |          |                  |    |   |   |   |   |   |   |   |    |   |  |  |
| Каријера               | Каријера | Каријера         | 22 | 3 | 0 | 0 | 0 | 0 | — | — | 22 | 3 |  |  |
|                        |          |                  |    |   |   |   |   |   |   |   |    |   |  |  |

### Утакмице у дресу репрезентације
| Репрезентација Србије у узрасту до 15 година старости | Репрезентација Србије у узрасту до 15 година старости                    | Репрезентација Србије у узрасту до 15 година старости                    | Репрезентација Србије у узрасту до 15 година старости                    | Репрезентација Србије у узрасту до 15 година старости                    | Репрезентација Србије у узрасту до 15 година старости                    | Репрезентација Србије у узрасту до 15 година старости                    | Репрезентација Србије у узрасту до 15 година старости | Репрезентација Србије у узрасту до 15 година старости | Репрезентација Србије у узрасту до 15 година старости |
| #                                                     | Датум                                                                    | Такмичење                                                                | Локација                                                                 | Домаћин                                                                  | Резултат                                                                 | Гост                                                                     | Мин.                                                  | Гол                                                   | Реф.                                                  |
| ----------------------------------------------------- | ------------------------------------------------------------------------ | ------------------------------------------------------------------------ | ------------------------------------------------------------------------ | ------------------------------------------------------------------------ | ------------------------------------------------------------------------ | ------------------------------------------------------------------------ | ----------------------------------------------------- | ----------------------------------------------------- | ----------------------------------------------------- |
| 1.                                                    | 10. април 2019.                                                          | Турнир „Влатко Марковић”                                                 | Медулин, Хрватска                                                        | Србија                                                                   | 2 : 3                                                                    | Јужна Кореја                                                             |                                                       | [ 34 ]                                                |                                                       |
| 2.                                                    | 11. април 2019.                                                          | Турнир „Влатко Марковић”                                                 | Медулин, Хрватска                                                        | Грчка                                                                    | 2 : 0                                                                    | Србија                                                                   |                                                       | [ 35 ]                                                |                                                       |
| 3.                                                    | 12. април 2019.                                                          | Турнир „Влатко Марковић”                                                 | Медулин, Хрватска                                                        | Србија                                                                   | 1 : 2                                                                    | Мексико                                                                  |                                                       | [ 36 ]                                                |                                                       |
| 3                                                     | Укупан број утакмица, постигнутих погодака и минута проведених на терену | Укупан број утакмица, постигнутих погодака и минута проведених на терену | Укупан број утакмица, постигнутих погодака и минута проведених на терену | Укупан број утакмица, постигнутих погодака и минута проведених на терену | Укупан број утакмица, постигнутих погодака и минута проведених на терену | Укупан број утакмица, постигнутих погодака и минута проведених на терену | 0                                                     |                                                       |                                                       |

| Репрезентација Србије у узрасту до 16 година старости | Репрезентација Србије у узрасту до 16 година старости                    | Репрезентација Србије у узрасту до 16 година старости                    | Репрезентација Србије у узрасту до 16 година старости                    | Репрезентација Србије у узрасту до 16 година старости                    | Репрезентација Србије у узрасту до 16 година старости                    | Репрезентација Србије у узрасту до 16 година старости                    | Репрезентација Србије у узрасту до 16 година старости | Репрезентација Србије у узрасту до 16 година старости | Репрезентација Србије у узрасту до 16 година старости |
| #                                                     | Датум                                                                    | Такмичење                                                                | Локација                                                                 | Домаћин                                                                  | Резултат                                                                 | Гост                                                                     | Мин.                                                  | Гол                                                   | Реф.                                                  |
| ----------------------------------------------------- | ------------------------------------------------------------------------ | ------------------------------------------------------------------------ | ------------------------------------------------------------------------ | ------------------------------------------------------------------------ | ------------------------------------------------------------------------ | ------------------------------------------------------------------------ | ----------------------------------------------------- | ----------------------------------------------------- | ----------------------------------------------------- |
| 1.                                                    | 21. август 2019.                                                         | Турнир „Пут звезда”                                                      | Арена Чертавово                                                          | Русија                                                                   | 2 : 3                                                                    | Србија                                                                   | Гол                                                   | [ 25 ]                                                |                                                       |
| 2.                                                    | 23. август 2019.                                                         | Турнир „Пут звезда”                                                      |                                                                          | Узбекистан                                                               | 3 : 0                                                                    | Србија                                                                   |                                                       | [ 37 ]                                                |                                                       |
| 3.                                                    | 24. август 2019.                                                         | Турнир „Пут звезда”                                                      |                                                                          | Србија                                                                   | 0 : 1                                                                    | Турска                                                                   |                                                       | [ 38 ]                                                |                                                       |
| 4.                                                    | 5. новембар 2019.                                                        | Пријатељска утакмица                                                     | Академија Дунајска Стреда                                                | Словачка                                                                 | 2 : 1                                                                    | Србија                                                                   |                                                       | [ 39 ]                                                |                                                       |
| 5.                                                    | 7. новембар 2019.                                                        | Пријатељска утакмица                                                     | Академија Дунајска Стреда                                                | Словачка                                                                 | 0 : 0                                                                    | Србија                                                                   |                                                       | [ 40 ]                                                |                                                       |
| 5                                                     | Укупан број утакмица, постигнутих погодака и минута проведених на терену | Укупан број утакмица, постигнутих погодака и минута проведених на терену | Укупан број утакмица, постигнутих погодака и минута проведених на терену | Укупан број утакмица, постигнутих погодака и минута проведених на терену | Укупан број утакмица, постигнутих погодака и минута проведених на терену | Укупан број утакмица, постигнутих погодака и минута проведених на терену | 0                                                     |                                                       |                                                       |

| Репрезентација Србије у узрасту до 17 година старости | Репрезентација Србије у узрасту до 17 година старости | Репрезентација Србије у узрасту до 17 година старости | Репрезентација Србије у узрасту до 17 година старости | Репрезентација Србије у узрасту до 17 година старости | Репрезентација Србије у узрасту до 17 година старости | Репрезентација Србије у узрасту до 17 година старости | Репрезентација Србије у узрасту до 17 година старости | Репрезентација Србије у узрасту до 17 година старости | Репрезентација Србије у узрасту до 17 година старости |
| #                                                     | Датум                                                 | Такмичење                                             | Локација                                              | Домаћин                                               | Резултат                                              | Гост                                                  | Гол                                                   | Реф.                                                  |                                                       |
| ----------------------------------------------------- | ----------------------------------------------------- | ----------------------------------------------------- | ----------------------------------------------------- | ----------------------------------------------------- | ----------------------------------------------------- | ----------------------------------------------------- | ----------------------------------------------------- | ----------------------------------------------------- | ----------------------------------------------------- |
| 1.                                                    | 15. септембар 2020.                                   | Пријатељска утакмица                                  | Спортски центар ФС Бугарске, Софија                   | Бугарска                                              | 0 : 2                                                 | Србија                                                | Гол                                                   | [ 26 ]                                                |                                                       |
| 2.                                                    | 17. септембар 2020.                                   | Пријатељска утакмица                                  | Спортски центар ФС Бугарске, Софија                   | Бугарска                                              | 1 : 2                                                 | Србија                                                |                                                       | [ 41 ]                                                |                                                       |
| 2                                                     | Укупан број утакмица и постигнутих погодака           | Укупан број утакмица и постигнутих погодака           | Укупан број утакмица и постигнутих погодака           | Укупан број утакмица и постигнутих погодака           | Укупан број утакмица и постигнутих погодака           | Укупан број утакмица и постигнутих погодака           | 1                                                     |                                                       |                                                       |

| Репрезентација Србије у узрасту до 18 година старости | Репрезентација Србије у узрасту до 18 година старости                    | Репрезентација Србије у узрасту до 18 година старости                    | Репрезентација Србије у узрасту до 18 година старости                    | Репрезентација Србије у узрасту до 18 година старости                    | Репрезентација Србије у узрасту до 18 година старости                    | Репрезентација Србије у узрасту до 18 година старости                    | Репрезентација Србије у узрасту до 18 година старости | Репрезентација Србије у узрасту до 18 година старости | Репрезентација Србије у узрасту до 18 година старости |
| #                                                     | Датум                                                                    | Такмичење                                                                | Локација                                                                 | Домаћин                                                                  | Резултат                                                                 | Гост                                                                     | Гол                                                   | Реф.                                                  |                                                       |
| ----------------------------------------------------- | ------------------------------------------------------------------------ | ------------------------------------------------------------------------ | ------------------------------------------------------------------------ | ------------------------------------------------------------------------ | ------------------------------------------------------------------------ | ------------------------------------------------------------------------ | ----------------------------------------------------- | ----------------------------------------------------- | ----------------------------------------------------- |
| 1.                                                    | 21. септембар 2021.                                                      | Пријатељска утакмица                                                     | Стадион ННЦ Брдо, Крањ                                                   | Словенија                                                                | 1 : 4                                                                    | Србија                                                                   |                                                       | [ 42 ]                                                |                                                       |
| 2.                                                    | 23. септембар 2021.                                                      | Пријатељска утакмица                                                     | Стадион ННЦ Брдо, Крањ                                                   | Словенија                                                                | 1 : 0                                                                    | Србија                                                                   |                                                       | [ 43 ]                                                |                                                       |
| 3.                                                    | 7. октобар 2021.                                                         | Пријатељска утакмица                                                     | Стадион Карађорђе, Нови Сад                                              | Србија                                                                   | 1 : 1                                                                    | Италија                                                                  |                                                       | [ 5 ]                                                 |                                                       |
| 4.                                                    | 9. октобар 2021.                                                         | Пријатељска утакмица                                                     | Стадион Карађорђе, Нови Сад                                              | Србија                                                                   | 1 : 2                                                                    | Италија                                                                  | Гол                                                   | [ 44 ]                                                |                                                       |
| 4                                                     | Укупан број утакмица, постигнутих погодака и минута проведених на терену | Укупан број утакмица, постигнутих погодака и минута проведених на терену | Укупан број утакмица, постигнутих погодака и минута проведених на терену | Укупан број утакмица, постигнутих погодака и минута проведених на терену | Укупан број утакмица, постигнутих погодака и минута проведених на терену | Укупан број утакмица, постигнутих погодака и минута проведених на терену | 1                                                     |                                                       |                                                       |

| Репрезентација Србије у узрасту до 19 година старости | Репрезентација Србије у узрасту до 19 година старости | Репрезентација Србије у узрасту до 19 година старости | Репрезентација Србије у узрасту до 19 година старости | Репрезентација Србије у узрасту до 19 година старости | Репрезентација Србије у узрасту до 19 година старости | Репрезентација Србије у узрасту до 19 година старости | Репрезентација Србије у узрасту до 19 година старости | Репрезентација Србије у узрасту до 19 година старости | Репрезентација Србије у узрасту до 19 година старости |
| #                                                     | Датум                                                 | Такмичење                                             | Локација                                              | Домаћин                                               | Резултат                                              | Гост                                                  | Гол                                                   | Реф.                                                  |                                                       |
| ----------------------------------------------------- | ----------------------------------------------------- | ----------------------------------------------------- | ----------------------------------------------------- | ----------------------------------------------------- | ----------------------------------------------------- | ----------------------------------------------------- | ----------------------------------------------------- | ----------------------------------------------------- | ----------------------------------------------------- |
| 1.                                                    | 22. септембар 2022.                                   | Меморијални турнир „Стеван Вилотић Ћеле”              | Градски стадион, Суботица                             | Србија                                                | 3 : 1                                                 | Финска                                                |                                                       | [ 27 ]                                                |                                                       |
| 2.                                                    | 26. септембар 2022.                                   | Меморијални турнир „Стеван Вилотић Ћеле”              | Градски стадион, Суботица                             | Србија                                                | 3 : 1                                                 | Француска                                             |                                                       | [ 45 ]                                                |                                                       |
| 3.                                                    | 17. новембар 2022.                                    | Квалификације за Европско првенство                   | Тренинг центар Петар Милошевски, Скопље               | Северна Македонија                                    | 1 : 2                                                 | Србија                                                |                                                       | [ 46 ]                                                |                                                       |
| 4.                                                    | 20. новембар 2022.                                    | Квалификације за Европско првенство                   | Стадион Ђорче Петров, Скопље                          | Србија                                                | 4 : 0                                                 | Сан Марино                                            |                                                       | [ 47 ]                                                |                                                       |
| 5.                                                    | 22. март 2023.                                        | Квалификације за Европско првенство                   | Тренинг центар Краковије                              | Србија                                                | 1 : 0                                                 | Летонија                                              |                                                       | [ 48 ]                                                |                                                       |
| 6.                                                    | 25. март 2023.                                        | Квалификације за Европско првенство                   | Стадион Гарбарниа, Краков                             | Србија                                                | 1 : 3                                                 | Израел                                                |                                                       | [ 49 ]                                                |                                                       |
| 7.                                                    | 28. март 2023.                                        | Квалификације за Европско првенство                   | Тренинг центар Краковије                              | Пољска                                                | 2 : 2                                                 | Србија                                                | Гол                                                   | [ 28 ]                                                |                                                       |
| 7                                                     | Укупан број утакмица и постигнутих погодака           | Укупан број утакмица и постигнутих погодака           | Укупан број утакмица и постигнутих погодака           | Укупан број утакмица и постигнутих погодака           | Укупан број утакмица и постигнутих погодака           | Укупан број утакмица и постигнутих погодака           | 1                                                     |                                                       |                                                       |